# Orel (Nordmakedonien)
Orel (makedonska: Орел) är en ort i Nordmakedonien. Den ligger i kommunen Sveti Nikole, i den centrala delen av landet, 50 km öster om huvudstaden Skopje. Orel ligger 604 meter över havet och antalet invånare är 168.